# Antijuridicidad
Antijuridicidad (del alemán Rechtswidrigkeit, que significa "contrario al Derecho") es, en Derecho penal, uno de los elementos considerados por la teoría del delito para la configuración de un delito. Se le define como aquel desvalor que posee un hecho típico que es contrario a las normas del Derecho en general, es decir, no solo al ordenamiento penal. 
La antijuridicidad supone que la acción que se ha realizado está prohibida por el ordenamiento jurídico; en otras palabras, que dicho comportamiento es contrario a Derecho. 

## Antecedentes
El término antijuridicidad es un neologismo que representa el intento de traducir la expresión alemana Rechtswidrigkeit, que significa "contrario al Derecho". (Enrique Cury Urzúa)
Aunque se ha sostenido que podría haber sido utilizado en español el término "ilícito" ("ilicitud" o "contrario a la ley"), se ha estimado que este último podía resultar un concepto demasiado amplio o vago, por cuanto suele trascender el ámbito meramente jurídico (incluyendo, por ejemplo, parámetros éticos). Además, con este término se buscaba reflejar algo que va más allá de lo puramente contrario a la ley.
Se trata de un concepto creado por el civilista alemán Rudolf von Ihering, que lo invocaba para describir cualquier acto contrario a derecho.
Tras su adopción por la doctrina penalista, particularmente por la Escuela Penal Alemana, seguidores de la teorías causalistas y neocausalistas del delito, como por ejemplo Franz von Liszt, Ernest von Beling, Gustav Radbruch, Graf zu Dhona, Edmund Mezger, se comienza a definir el delito como una acción típica, antijurídica y culpable.

## Caracterización
Superando la discusión lingüística en torno al concepto "antijuridicidad", se le ha hecho una importante crítica de fondo. Se ha indicado que el delito en realidad no es un hecho antijurídico, sino todo lo opuesto, al ser precisamente un hecho jurídico.
En respuesta a lo anterior, se ha señalado que el delito es un hecho antijurídico en cuanto es contrario a las normas del ordenamiento y, a la vez, es un hecho jurídico, en cuanto produce efectos jurídicos. Es decir, el término tendría dos acepciones: la primera en referencia a la calificación del hecho y la segunda a sus efectos o consecuencias jurídicas.
Por otro lado, autores, especialmente italianos, han negado que la antijuridicidad constituya un elemento de la estructura del delito. Por ejemplo, Antolisei decía que dado que "el delito es infracción de la norma penal y en tal relación se agota su esencia, la ilicitud no puede considerarse un elemento que concurra a formar el delito, sino ha de entenderse como una de sus características: más áun, característica esencial".
En doctrina, dicha posición es relativamente aislada y se le considera errónea, pues la ilicitud es una sola, en todos las áreas del ordenamiento jurídico, o sea, no existe una "ilicitud penal". Además, la antijuridicidad no es la nota característica del delito, ya que existe un enorme número de conductas que, estando prohibidas (es decir, son antijurídicas), no constituyen delitos.
La antijuridicidad supone un disvalor. Ello por cuanto el legislador, al dictar la ley, realiza una selección de los bienes o intereses que desea proteger o resguardar, efectuando una valoración que plasma en la norma legal, al declarar jurídicamente valioso un bien o interés y, a su vez, disvalorando las conductas que atenten contra este.
Debido a que la valoración legislativa, antes mencionada, es general y abstracta, pues el mandato de respeto al bien jurídico y la prohibición de atentados contra él está dirigida a toda persona, el juicio para determinar la antijuridicidad de una conducta es meramente objetivo; sin perjuicio que el objeto del juicio se compone de elementos físicos y síquicos (objetivos y subjetivos).
Ahora bien, hay quienes cuestionan la antijuridicidad como elemento dentro de la estructura del delito dado el juicio de valor que comporta su contenido, promoviendo su abandono y el traslado de las causas de justificación a la culpabilidad (para considerarlas ahora como causa de inculpabilidad), pues se afirma que ellas no logran desvanecer la tipicidad del hecho imputado. Por tanto, hay quienes bajo tal óptica plantean redefinir el delito como la acción típica, culpable y punible.
Sencillamente porque la pena es la consecuencia jurídica o conclusión final, luego de culminados los juicios de valor que comportan cada uno de los elementos que componen la estructura del delito.

## Clasificación
Tradicionalmente dentro de la antijuridicidad se ha distinguido dos clases: la antijuridicidad formal y la antijuridicidad material. Esta distinción proviene de la discusión filosófica en torno a si el legislador puede valorar arbitrariamente las conductas (ordenando o prohibiéndolas sin limitaciones) o está sometido a restricciones derivadas de la naturaleza o estado de las cosas. 
Los partidarios de la primera posición solo reconocen la existencia de una antijuridicidad formal, concebida como simple infracción de la ley positiva; mientras los segundos reconocen, junto a esta, una antijuridicidad material, declarando antijurídica solo a las conductas que contrarían la ley positiva, ajustándose a parámetros trascendentales del ordenamiento, especialmente, de dañosidad social. Esta polémica se expresa de manera particularmente interesante entre iusnaturalistas y iuspositivistas.
- Antijuridicidad formal: se afirma que una conducta es formalmente antijurídico, cuando es meramente contraria al ordenamiento jurídico. Por tanto, la antijuridicidad formal no es más que la oposición entre un hecho y la norma jurídica positiva.

- Antijuridicidad material: se dice que una conducta es materialmente antijurídica cuando, habiendo transgredido el ordenamiento jurídico tiene, además, un componente de dañosidad social, es decir, ha lesionado o puesto en peligro un bien jurídico protegido.

En efecto, si bien es cierto en su concepción tanto la antijuridicidad formal como la antijuridicidad material difieren una de la otra; sin embargo, ambas tienen en común la valoración de la acción u omisión típica. En el primer caso al desvalorarla por su contrariedad al derecho y la segunda, por lesionar o poner en peligro de lesión a un determinado bien jurídico protegido, claro está, siempre y cuando no encuentre el amparo de alguna causa de justificación penal, situación en la que se está frente a un injusto penal. 
	Queda en evidencia, por tanto, que la antijuridicidad formal comporta un juicio de valor caracterizado por el encaje legal de aquella acción u omisión dentro de la descripción típica del tipo penal. Mientras que la antijuridicidad material por su parte, comporta un juicio de valor con miras a determinar si en la ejecución de aquellas conductas incide alguna causa de justificación penal.
	En fin, como podrá observarse, la antijuridicidad como elemento esencial dentro de la estructura del delito, por sí misma carece de un juicio de valor propio u original. Sencillamente, porque el que ocupa a la antijuridicidad formal es más afín al de la tipicidad y el que compete a la antijuridicidad material, es similar al de la culpabilidad; motivo por el cual las corrientes que propugnan su abandono como elemento y parte del análisis dogmático del delito, cada día cobran más reconocimiento en la doctrina penal moderna.
	Ahora bien, quienes critiquen tal corriente podrían plantear. Bueno, lo cierto es que el abandono de la antijuridicidad como parte o uno de los elementos esenciales dentro de la estructura del delito, así como también el traslado de cada uno de los juicios de valor que comporta; solo es posible bajo aquel esquema clásico del delito ya obsoleto y por cierto, superado por otros como el finalismo y el funcionalismo.
	Visto con ligereza semejante cuestionamiento, pareciera no admitir contrariedad sencillamente; pues, si recordamos parte de los postulados del sistema causalista, viene a la memoria su gran división del delito, clasificando todos los elementos objetivos del delito como complementos de la acción y la tipicidad, y como integradores de la culpabilidad todos los de carácter subjetivos.
Pues bien, la propuesta de abandonar la antijuridicidad y trasladar sus juicios de valor, también es posible en el finalismo de Welzel en el que si bien es cierto, la culpabilidad es vaciada al trasladarse el dolo y la culpa al tipo, afirmándose que al tiempo que existe un tipo objetivo hay otro subjetivo; sin embargo, ella es nutrida por un juicio de reproche basado en la no exigibilidad de otra conducta o por el conocimiento del derecho por parte del sujeto.
Vale recordar como Mezger en su rescate del causalismo comenzaba a aceptar la existencia de ciertos elementos subjetivo dentro del tipo, así como también que gracias al finalismo la acción se entiende orientada y animada por la consecución de fin; abandonándose aquella concepción clásica de la acción tan defendida por Liszt, identificada por la innervación o movimiento muscular transformador del mundo sencillamente. 
El juicio de culpabilidad propuesto por los finalista se explica en ambos supuestos bajo la figura del error de prohibición. El primero basado en la inexigibilidad de otra conducta, cuando se invoque alguna causa de justificación penal y se habla entonces de un error de prohibición indirecto. El segundo basado en su contrariedad con el derecho, si el actuar del sujeto obedece a una percepción o interpretación equivocada del derecho, situación en la que se alude a un error de prohibición directo.
Obsérvese que se trata de juicios análogos a los de antijuridicidad material y antijuridicidad formal; motivo por el cual los códigos penales de corte finalista hoy por hoy, asimilan las causas de justificación penal indistintamente bajo el capítulo de las causas de inculpabilidad o eximentes de responsabilidad penal, a diferencias de aquellos matizados por el causalismo que dedican uno aparte y previo, tanto al concerniente a la imputabilidad como a la culpabilidad. 
Es precisamente por aquel conocimiento que del derecho demanda el esquema finalista, que algunos advertimos imperfecciones en algunos de sus postulados; sencillamente porque dentro del juicio culpabilístico presupone un sujeto activo del delito “inteligente” al esperar que conozca el derecho, a pesar de que en lo criminal se espera un sujeto ordinario y de escaso nivel académico, salvo ciertas figuras delictivas en que es de esperarse por su propia complejidad y supuestos de punibilidad.

## Tipicidad y antijuridicidad
La antijuridicidad es un atributo de un determinado comportamiento humano y que indica que esa conducta es contraria a las exigencias del ordenamiento jurídico. Para que la conducta de un ser humano sea delictiva, se requiere que esta encuadre en el tipo penal y, además, sea antijurídica.
La tipicidad, según la doctrina mayoritaria, es un indicio que el comportamiento puede ser antijurídico (ratio cognoscendi). Para esta, el tipo y la antijuridicidad son dos categorías distintas de la teoría del delito. El tipo desempeña una función indiciaria de la antijuridicidad, pero no se identifica con ella. En cambio, de acuerdo a la teoría de los elementos negativos del tipo, existiría una cierta identificación entre tipo y antijuridicidad, es decir, la afirmación de la existencia de tipicidad supone la de la antijuridicidad (ratio essendi), pues las causales de justificación se entienden incorporadas al tipo, siendo elementos negativos del mismo.
Se ha criticado la última posición, pues no distingue valorativamente entre conductas que no se encuadran en la descripción del tipo penal y aquellas que, ajustándose a este, se encuentran justificadas, ya que para ella ambas son igualmente atípicas. Por ello, se afirma que para esta teoría es lo mismo matar a un insecto (conducta no típica), que matar en legítima defensa (conducta típica, pero justificada).

## Ausencia de antijuridicidad
Las causas de justificación son situaciones reconocidas por el Derecho en las que la ejecución de un hecho típico se encuentra permitido, es decir, suponen normas permisivas que autorizan, bajo ciertos requisitos, la realización de actos generalmente prohibidos. 
Son situaciones concretas que excluyen la antijuridicidad de un determinado comportamiento típico que, a priori, podría considerarse antijurídico. Por ello, se afirma comúnmente que la teoría de la antijuridicidad se resuelve en una teoría de las causas de justificación.
Entre las causas de justificación más habituales, reconocidas por los diversos ordenamientos, se encuentran las siguientes:
- Consentimiento del titular o interesado: conducta realizada con el consentimiento del titular del bien jurídico afectado, siempre que se cumplan ciertos requisitos (bien jurídico disponible, capacidad jurídica del titular y consentimiento expreso, tácito o presunto).
- Legítima defensa: ejecución de un conducta típica para repeler o impedir una agresión real, actual o inminente, e ilegítima, en protección de bienes jurídicos propios o ajenos, existiendo necesidad racional de defensa y de los medios empleados.
- Estado de necesidad justificante: daño o puesta en peligro un bien jurídico determinado con el objetivo de salvar otro bien jurídico de igual o mayor entidad o valoración jurídica.
- Ejercicio de un derecho.
- Cumplimiento de un deber.